# Ландшафтний парк Орлиних Гнізд

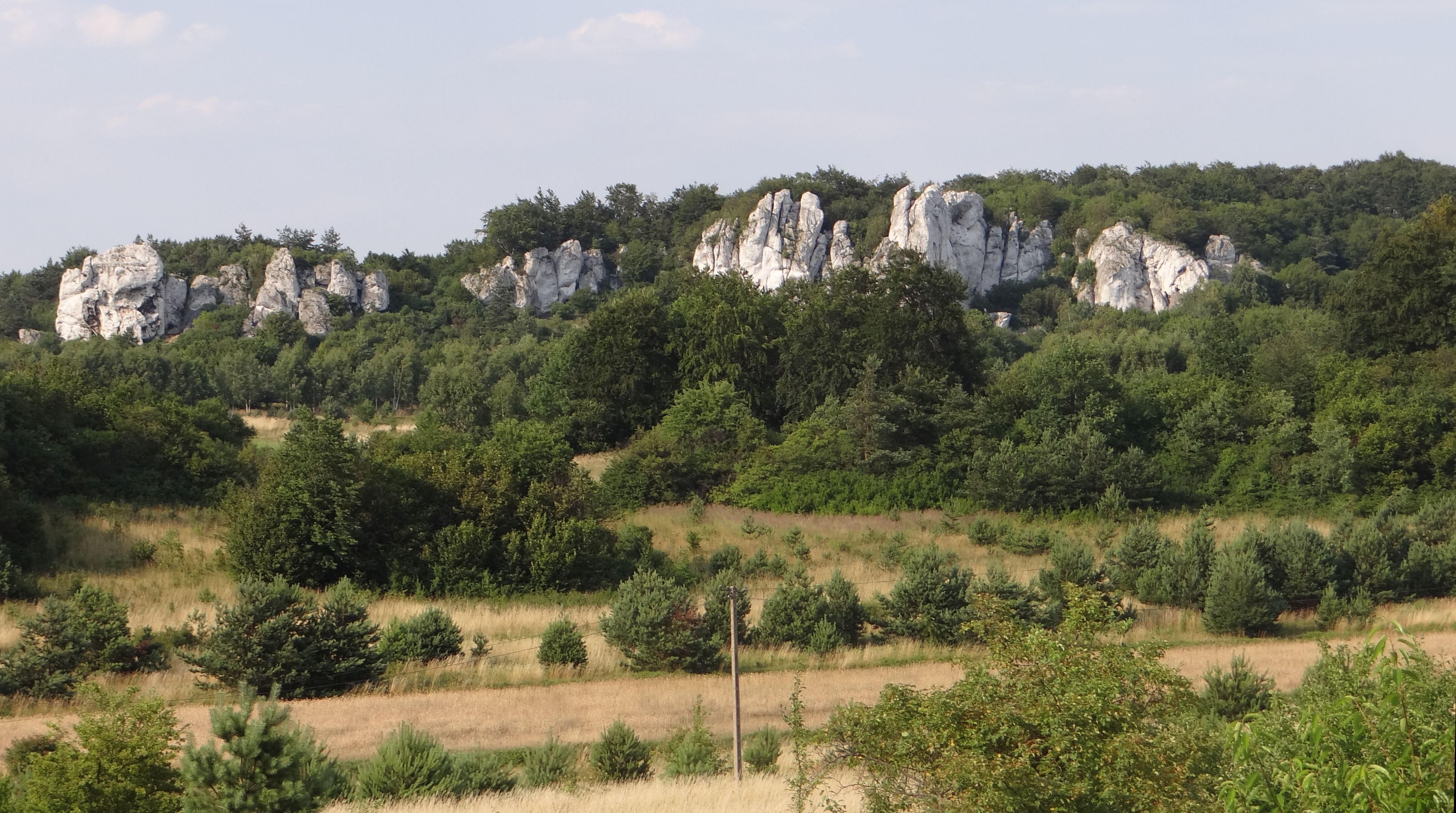
Жендковицькі скелі

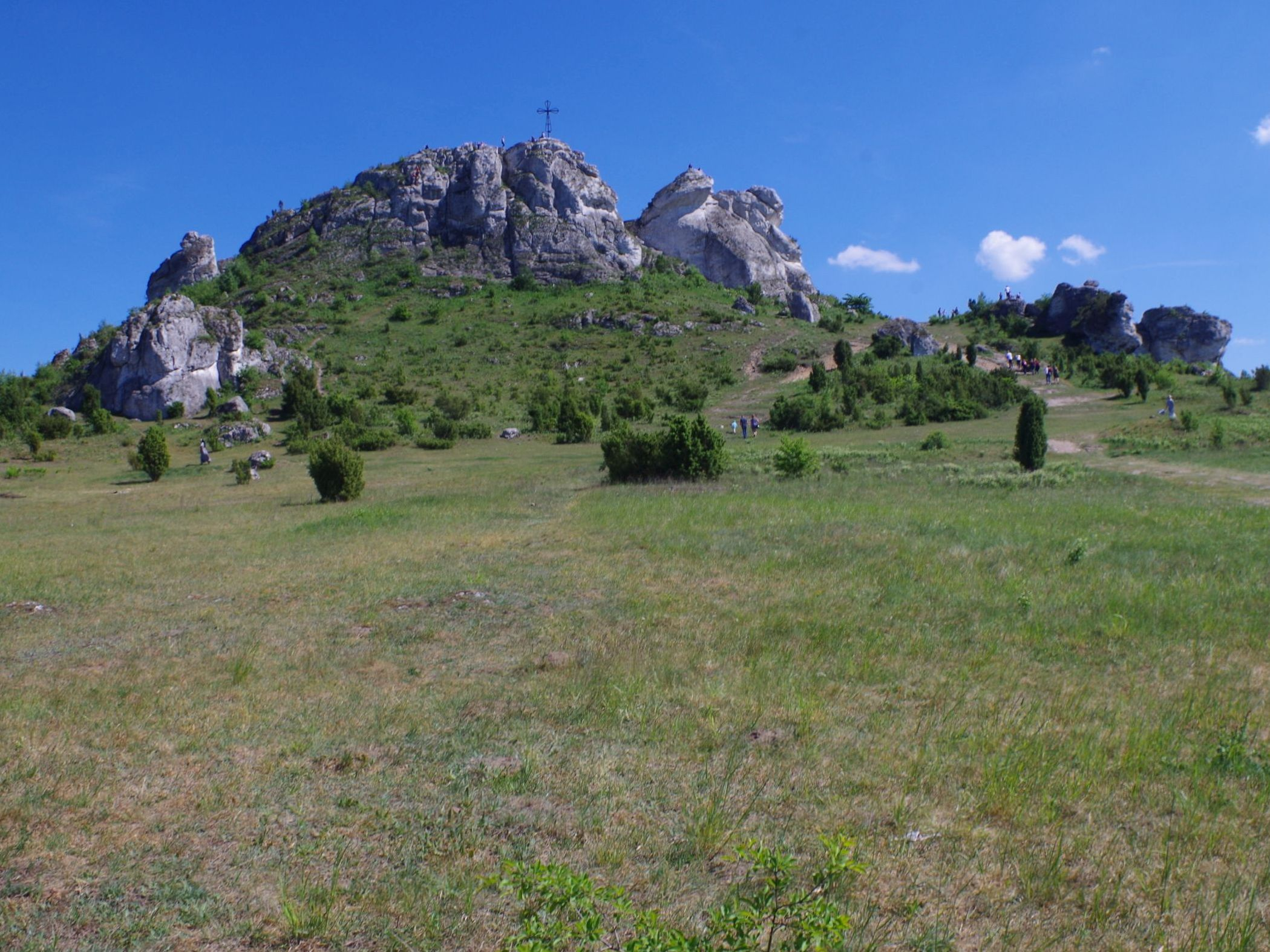
Бякло

Ландшафтний парк Орлиних Гнізд — ландшафтний парк, розташований на території Сілезького та Малопольського воєводств, простягнувся від Ченстохови до Олькуша та Домброви-Гурнічої.
Площа парку підпорядковується Ландшафтно-парковому комплексу Малопольського воєводства (до 2009 року Комплексу ландшафтних парків Юрського періоду) та Ландшафтно-парковому комплексу Сілезького воєводства.
У 2014 році було встановлено план охорони парку терміном на 20 років (Постанова Сілезької воєводської асамблеї № IV/48/2/2014).

## Розташування
Ландшафтний парк Орлиних Гнізд (ЛПОГ, пол. Park Krajobrazowy Orlich Gniazd) розташований у північно-східній частині Сілезького воєводства, його межі простягаються від перелому Варти поблизу Мстова до долини Біла Пшемша. Західним краєм ЛПОГ є так звана Юрська Куеста — структурний поріг. Зі сходу менш чітко видно межу з Нідзянською Котловиною.

## Геологічна структура
ЛПОГ сформований в основному з мезозойських порід. Основна частина утворень походить з дна моря, яке існувало в цій місцевості за часів юрського періоду, тобто 180 мільйонів років тому. Початок вапняковим породам дали залишки організмів, в основному сформовані з карбонату кальцію, які оселилися на дні водойми. У третинному періоді теплий і вологий клімат сприяв карстовим явищам. У четвертинному періоді, в западинах між вапняковими пагорбами, води, що витікали з-під танучого скандинавського крижаного покриву, нанесли величезну кількість піску, на яких розвинулися дерново-підзолисті ґрунти, зарослі сосновим лісом.
Найхарактернішим елементом ландшафту ЛПОГ є хребти гірських порід, урізноманітнені багаточисельними вапняковими останцями. Вирізняються три основні гірські хребти: Смоленсько-Неговоніцький, Зборовсько-Огродзенецкий та Міровсько-Ольштинський. Скальні останці сформовані з найбільш стійкого до руйнування вапняку — кам'янистого вапняку. Приймають вони найрізноманітніші форми, такі як шпилі, амвони, вежі, стіни, сходинки та ворота. Найвища вершина — гора Яновського, а її висота — 516 м над рівнем моря.

## Флора
Завдяки численним вапняковим ґрунтам, парк характеризується безліччю таксонів, пов'язаних із цим типом ґрунтів. На території Орлиних Гнізд було підтверджено наявність рідкісних і захищених рослин, в тому числі численні орхідні: зозулині черевички, булатка червона, булатка довголиста, булатка великоквіткова, билинець комарниковий, гніздівка звичайна, надбородник безлистий, любка дволиста, любка зеленоквіткова, коральковець тричінадрізаний, зозулинець шоломоносний, коручка чемерникоподібна, коручка темно-червона, а також інші рідкісні рослини: ложечниця польська — ендемік, Galium cracoviense Ehrend — ендемік, вовчі ягоди звичайні, підсніжник звичайний, лілія лісова, тирличничок осінній, тирличка війчаста, аспленій сколопендровий, зимолюбка зонтична .

## Фауна
Серед інших:
- ссавці: численні види кажанів, горностай, тхір лісовий, видра європейська, мідиця мала, рясоніжка, білозубка білочерева, вовчок сірий, ліскулька, європейський бобер, хом'як європейський .
- птиці: боривітер, яструб великий, яструб малий, вухата сова, сова сіра, сипуха, сич, серпокрилець, дрімлюга, горихвістка чорна, кам'янка звичайна, одуд, білий лелека, чорний лелека .
- плазуни: мідянка звичайна, веретільниця, вуж звичайний, гадюка звичайна, ящірка живородна, ящірка прудка.
- Земноводні: кумка червоночерева, часничниця звичайна, ропуха зелена, тритон грібенчастий.
- безхребетні: Crenobia alpina, Meta menardi, Ischyropsalis hellwigi, Ephippiger ephippiger, Porrhomma moravicum, Choleva lederiana, Catops tristis Infernus, Trechus pilisensis, Trechus pulchellus, вусач дубовий великий західний, вусач дубовий малий, Osmoderma eremita, Красник Каринтії, Urophora stigma, мінливець великий, махаон, подалірій.

## Природні заповідники
- у Сілезькому воєводстві: Букова Кемпа, Гура Хелм, Гура Зборув, Калішак, Остенжник, Паркове, Рускє Гури, Смолень, Соколе Гури, Зєльона Гура[2]
- у буферній зоні парку — Ціси Пшибиновскє
- у Малопольському воєводстві: Міхаловець, Пазурек[3]